# Chiến dịch Lvov–Sandomierz
Chiến dịch tấn công Lvov-Sandomierz (tiếng Ukraina: Львівсько-Сандомирська операція) hay Chiến dịch tấn công chiến lược L'vov-Sandomierz (tiếng Nga: Львовско-Сандомирская стратегическая наступательная операция) là một chiến dịch tấn công của Hồng quân Xô Viết nhằm vào quân đội phát xít Đức đóng tại tây bắc Ukraina và Đông Nam Ba Lan với mục tiêu là chiếm giữ các bàn đạp vượt sông Wisla tại đây. Chiến dịch mở màn vào giữa tháng 7 năm 1944 và kéo dài gần một tháng, có thể được chia làm ba chiến dịch nhỏ sau.
- Chiến dịch tấn công Lvov (13 tháng 7 năm 1944 - 27 tháng 7 năm 1944)
- Chiến dịch tấn công Stanislav (13 tháng 7 năm 1944 - 27 tháng 7 năm 1944)
- Chiến dịch tấn công Sandomierz (28 tháng 7 năm 1944 - 29 tháng 7 năm 1944)

Những thành quả của chiến dịch Lvov-Sandomierz đã bị che mờ bởi chiến thắng vang dội của Hồng quân trong Chiến dịch Bagration với việc giải phóng Byelorussia và đánh tan nát Cụm Tập đoàn quân Trung tâm. Tuy nhiên, thực chất phần nhiều lực lượng lục quân và Không quân Xô Viết đã được tập trung cho chiến dịch Lvov-Sandomierz chứ không phải là chiến dịch Bagration. Nói đúng ra, toàn bộ chiến dịch nghi binh Maskirovka là một hành động nghi binh kép: bằng việc cố tình tập trung một lượng lớn binh lực ở phía Nam, Hồng quân buộc phát xít Đức cũng phải điều một số lớn các lực lượng dự bị cơ động xuống Nam Ba Lan và Bắc Ukraina, khiến binh lực của Cụm Tập đoàn quân Trung tâm hết sức mỏng. Cho đến khi Hồng quân mở chiến dịch Bagration nhằm vào Cụm Tập đoàn quân Trung tâm, đạo quân này nhanh chóng bị đánh tan nát và khu vực trung tâm trận địa quân Đức bị rối loạn trầm trọng, khiến phát xít Đức lại phải lật đật điều các đơn vị tăng thiết giáp mạnh lên phía Bắc. Đến lượt mình, hành động này làm cho lực lượng Đức ở Nam Ba Lan và Bắc Ukraina trở nên mỏng đi và trở thành mục tiêu dễ chịu cho các đơn vị hùng hậu của Hồng quân trong chiến dịch Lvov-Sandomierz và cả ở khu vực Rumani.

## Bối cảnh
Đến đầu tháng 4 năm 1944, Cụm Tập đoàn quân Bắc Ukraina do Thống chế Otto Moritz Walter Model chỉ huy đã bị đẩy sang bờ Tây của sông Dnepr và đang bị dồn lên khu vực Tây Bắc của Ukraina ngày nay. Lúc này, Tổng tư lệnh tối cao I. V. Stalin ra chỉ thị phải tiếp tục tấn công và giải phóng phần còn lại của Ukraina khỏi tay phát xít Đức. Ngay sau đó, Bộ Tổng tư lệnh tối cao Liên Xô (Stavka) bắt tay soạn thảo kế hoạch cho đợt tấn công này - về sau trở thành chiến dịch Lvov (Lviv)-Sandomierz. Ban đầu, tên của chiến dịch là Lvov-Przemyśl. Mục tiêu của chiến dịch là giải phóng Lviv, quét sạch số quân Đức còn đang bám trụ ở Tây Bắc Ukraina đồng thời chiếm giữ luôn các bàn đạp vượt sông Wisla. Lực lượng tham gia chiến dịch là Phương diện quân Ukraina 1 của Nguyên soái Ivan Stepanovich Konev.
Cùng lúc đó, Bộ Tổng tư lệnh Tối cao Liên Xô cũng bắt tay vào soạn thảo một kế hoạch tấn công lớn hơn mang mật danh Bagration nhằm phối hợp với đòn tấn công của Koniev. Mục tiêu của chiến dịch Bagration là đánh tan Cụm Tập đoàn quân Trung tâm, đuổi phát xít Đức khỏi Byelorussia và giải phóng khu vực phía Đông Ba Lan. Còn chiến dịch Lvov-Sandomierz sẽ giúp ngăn cản việc Bộ Tổng tư lệnh tối cao Đức quốc xã điều động các đơn vị dự bị đến với Cụm Tập đoàn quân Trung tâm, vì vậy nó có một vai trò phụ trợ nhỏ hơn trong mùa hè 1944.

## Binh lực đôi bên

### Quân đội phát xít Đức
Trong khi Bộ Tổng tư lệnh Tối cao Liên Xô đang soạn thảo kế hoạch tấn công mùa hè năm 1944 thì bên phía Đức, Thống chế Model bị huyền chức Tư lệnh Cụm Tập đoàn quân Bắc Ukraina và thay bằng Đại tướng Josef Harpe. Lực lượng do Harpe chỉ huy bao gồm hai tập đoàn quân thiết giáp: Tập đoàn quân thiết giáp số 1 (Tư lệnh: Thượng tướng Gotthard Heinrici) và số 4 (Tư lệnh: tướng Walther Nehring). Trực thuộc Tập đoàn quân thiết giáp số 1 là Tập đoàn quân Hungray số 1. Harpe chỉ có thể huy động 420 xe tăng, pháo tự hành, StuG III and assorted armoured vehicles. Tổng cộng Cụm Tập đoàn quân Bắc Ukraina có 37 vạn quân; tuy nhiên Tập đoàn quân Hungary số 1 chưa bao giờ được Bộ Tổng tư lệnh Tối cao Đức quốc xã đánh giá cao - vì vậy nó được xếp như một đơn vị trực thuộc Tập đoàn quân thiết giáp số 1. Cụm Tập đoàn quân Bắc Ukraina được hỗ trợ bởi 700 máy bay của Tập đoàn quân không quân số 4 - đơn vị này bao gồm các phi đội thiện chiến của quân đoàn không quân số 8 - và chừng 300-400 máy bay của Tập đoàn quân không quân số 6 gần đó. Tuy nhiên, do sự phức tạp của hệ thống sĩ quan chỉ huy Đức mà Harpe không thể trực tiếp nắm quyền chỉ huy các Tập đoàn quân không quân này.
Sơ đồ bố trí binh lực:
Cụm Tập đoàn quân Bắc Ukraina (Tư lệnh: Đại tướng Josef Harpe) - chỉ huy đến ngày 12 tháng 7 năm 1944 
- Sư đoàn pháo binh số 18
- Tập đoàn quân thiết giáp số 4 (Tư lệnh: Thượng tướng thiết giáp Walther Nehring)
  - Quân đoàn thiết giáp số 47
    - Sư đoàn thiết giáp số 16
    - Sư đoàn thiết giáp số 17
    - Sư đoàn bộ binh số 291
    - Sư đoàn bộ binh số 340
    - + Cụm quân Beutler?

  - Quân đoàn số 42 (Tư lệnh: Thượng tướng bộ binh Hermann Recknagel)
    - Sư đoàn bộ binh số 72
    - Sư đoàn bộ binh số 88
    - Sư đoàn bộ binh/cảnh vệ số 214
    - + 213th Security Division?

  - Quân đoàn thiết giáp số 56
    - Sư đoàn bộ binh số 26
    - Sư đoàn bộ binh số 342
    - Sư đoàn bộ binh trượt tuyết số 1
    - + Sư đoàn bộ binh số 253?

  - Quân đoàn số 8
    - 5th Jaeger Division
    - Sư đoàn bộ binh số 211
    - 12th Hungarian Reserve Division
- Tập đoàn quân thiết giáp số 1 (Tư lệnh: Đại tướng Gotthard Heinrici)
  - Quân đoàn số 13 (Tư lệnh: Thượng tướng bộ binh Arthur Hauffe)
    - Korpsabteilung C - Generalmajor Lange (Div. Gruppe 183, 217 & 339)
    - Sư đoàn bộ binh số 361
    - Sư đoàn bộ binh số 454
    - + Sư đoàn bộ binh cơ giới Waffen-SS số 14 "Galizien" (Ukraina 1) (lấy từ lực lượng dự bị)

  - Quân đoàn thiết giáp số 48 (Tư lệnh: Thượng tướng thiết giáp Hermann Balck)
    - Sư đoàn bộ binh số 96
    - Sư đoàn bộ binh số 349
    - Sư đoàn bộ binh số 359
    - + Sư đoàn bộ binh số 357?

  - Quân đoàn thiết giáp số 3
    - Sư đoàn thiết giáp số 1
    - Sư đoàn thiết giáp số 8

  - Quân đoàn thiết giáp số 24 (Tư lệnh: Trung tướng Fritz-Hubert Gräser)
    - Sư đoàn bộ binh cơ giới số 20 (lấy từ lực lượng dự bị)
    - 100th Jaeger Division
    - Sư đoàn bộ binh số 75
    - Sư đoàn bộ binh số 254
    - Sư đoàn bộ binh số 371

  - Quân đoàn số 59
    - Sư đoàn bộ binh số 1
    - Sư đoàn bộ binh số 208
    - Sư đoàn bộ binh Hungary số 20
- Tập đoàn quân Hungary số 1 (Trung tướng Ferenc Farkas - quyền tư lệnh)
  - Quân đoàn số 11 (Tư lệnh: Trung tướng Rudolf von Bünau)
    - 101st Jaeger Division
    - Sư đoàn bộ binh Hungary số 24
    - Sư đoàn bộ binh Hungary số 25
    - Sư đoàn dự bị Hungary số 18

  - Quân đoàn Hungary số 7
    - Sư đoàn bộ binh Hungary số 16
    - Sư đoàn bộ binh số 68
    - Sư đoàn bộ binh số 168 (elements)

  - Quân đoàn Hungary số 6
    - 27th Hungarian Light Division
    - Lữ đoàn sơn cước Hungary số 1

  - Tập đoàn quân dự bị Hungary số 1
    - Sư đoàn thiết giáp Hungary số 2
    - Lữ đoàn sơn cước Hungary số 2
    - Sư đoàn dự bị Hungary số 19
    - Sư đoàn bộ binh cơ giới Waffen-SS số 19 (Latvia 2) (cụm tác chiến)
- Tập đoàn quân không quân số 4
  - Quân đoàn không quân số 8
- Tập đoàn quân không quân số 6

### Hồng quân Xô Viết
Về phía Liên Xô, lúc này Phương diện quân Ukraina 1 của Nguyên soái Koniev có quân số đông hơn hẳn Cụm Tập đoàn quân Bắc Ukraina: 1,2 triệu quân, 2.050 xe tăng, 16 nghìn pháo cối và hơn 3.250 máy bay của Tập đoàn quân không quân số 2 (Liên Xô) do Tướng S. A. Krasovsky chỉ huy. Thêm vào đó tinh thần của Hồng quân hiện đang rất cao sau những chiến thắng liên tiếp tại Ukraina. Họ đã liên tục đánh lui quân đức trên Ukraina suốt gần một năm và vừa mới chứng kiến sự sụp đổ của Cụm Tập đoàn quân Trung tâm ở chiến dịch Bagration vừa rồi.
Phương diện quân Ukraina 1 sẽ tấn công theo hai hướng. Gọng kìm thứ nhất do Tập đoàn quân cận vệ số 3, Tập đoàn quân xe tăng cận vệ số 1 và Tập đoàn quân số 13 thực thi, tiến về Rava-Ruska. Gọng kìm thứ hai tiến về hướng Lviv, do Tập đoàn quân số 60, số 38, Tập đoàn quân xe tăng cận vệ số 3 và Tập đoàn quân xe tăng số 4 thực thi. Ưu thế về quân số và binh lực của Hồng quân tại địa đoạn đột phá là cực lớn do họ tập trung một số lớn binh lực tấn công trên một chính diện mặt trận chỉ có 26 cây số, với mật độ pháo binh là 240 khẩu trên 1 cây số chính diện mặt trận.
Sơ đồ bố trí binh lực:

#### Phương diện quân Ukraina 1
Hướng Rava-Ruska
- Tập đoàn quân cận vệ 3
- Tập đoàn quân xe tăng cận vệ 1
- Tập đoàn quân 13

Hướng Lviv
- Tập đoàn quân 60
- Tập đoàn quân 38
- Tập đoàn quân xe tăng cận vệ 3
- Tập đoàn quân xe tăng 4
- Tập đoàn không quân 2

Lực lượng dự bị chiến dịch
- Cụm kỵ binh-cơ giới 1 do trung tướng Issa Aleksandrovich Pliyev chỉ huy.
- Quân đoàn xe tăng 10
- Quân đoàn Tiệp Khắc 1
- Sư đoàn bộ binh 80
- 4 lữ đoàn xe tăng độc lập.

#### Phương diện quân Ukraina 4
Được tái lập ngày 30-7-1944 trong giai đoạn đầu của chiến dịch do Đại tướng Ivan Petrov chỉ huy, tham gia giai đoạn đầu của chiến dịch.
- Tập đoàn quân cận vệ 1 do Thượng tướng Andrey Grechko chỉ huy (điều chuyển từ cánh trái của Phương diện quân Ukraina 1)
- Tập đoàn quân 18 do Trung tướng Yevgeny Zhuravlyev chỉ huy (điều chuyển từ mặt trận Krym)
- Tập đoàn quân không quân 8.

Phương diện quân Ukraina 4 có nhiệm vụ khóa chặt các con đèo trên dãy núi Đông Carpath, chia cắt Cụm tập Đoàn quân Bắc Ukraina với Cụm tập đoàn quân Nam Ukraina, che chắn cánh trái của Phương diện quân Ukraina 1, dành một phần lực lượng phối hợp với Tập đoàn quân 38 (Phương diện quân Ukraina 1) tấn công cụm cứ điểm Przemyśl. Sau đó, hướng tấn công chính của Phương diện quân Ukraina 4 là vào Slovakia.

## Chiến dịch mở màn
Mũi tấn công ở hướng Rava-Ruska bắt đầu vào ngày 13 tháng 7 năm 1944. Các lực lượng của Phương diện quân Ukraina nhanh chóng mở được đột phá khẩu gần Horokhiv. Quân đoàn số 42 đã suy yếu của phát xít Đức đã kịp thời chạy thoát thân nhờ vào việc nhanh chóng tung đạo quân chặn hậu vào trận địa. Đến đêm, Tập đoàn quân số 13 của Hồng quân đã chọc thủng một lỗ dài 20 cây số vào phòng tuyến phát xít Đức. Đột phá khẩu cũng đã được mở ở phía Bắc của Quân đoàn số 13 (Đức).
Ngày 14 tháng 7 năm 1944, mũi tấn công nhằm vào Lviv mở màn ở phía Nam của Quân đoàn số 13 (Đức), tại khu vực gần thành phố Brody, nơi Hồng quân từng chịu một thất bại nặng trong năm đầu của cuộc chiến tranh vệ quốc vĩ đại. Lúc này, Hồng quân đã chọc thủng trận tuyến tại khu vực Horokhiv ở phía Bắc và Nusche ở phía Nam, khiến cho quân đoàn số 13 của Đức đứng trước nguy cơ bị bao vây. Mũi tấn công hướng Rava-Ruska bắt đầu tách làm đôi, một số đơn vị vòng xuống phía Nam với mục đích hợp vây Quân đoàn số 13.
Mũi tấn công hướng Rava-Ruska nhanh chóng chạm trán các cứ điểm yếu của Sư đoàn bộ binh số 291 và số 340; các đơn vị Đức này nhanh chóng bị đập tan. Ngày 15 tháng 7 năm 1944, Thượng tướng Nehringn - nhận ra rằng Tập đoàn quân thiết giáp số 4 của ông ta đang ở trong tình trạng hết sức nguy hiểm - vội vã điều các đơn vị dự bị là Sư đoàn thiết giáp số 16 và số 17 mở đợt phản kích gần Horokiv và Druzhkopil nhằm kìm chân các đơn vị Xô Viết ở mũi tấn công phía Bắc. Tuy nhiên cả hai sư đoàn thiết giáp chỉ có tổng cộng 43 xe tăng và đợt phản kích của họ nhanh chóng bị chặn đứng. Hồng quân Xô Viết với ưu thế vượt trội về binh lực đã dồn hai sư đoàn thiết giáp Đức về phía các đơn vị Đức khác đang tháo lui. Nguyên soái Konev nhanh chóng tung Cụm quân cơ động Baranov vào trận địa để khai thác cửa đột phá của Hồng quân. Dưới sự hỗ trợ mạnh mẽ của không quân, Cụm quân đã tiến rất nhanh vá chỉ sau ba ngày họ đã giải phóng thành phố Kamionka Strumilowa (Kamianka Buzka), nắm giữ một bàn đạp ở bờ Tây sông Bug Tây và cắt đứt tuyến rút lui cùng tuyến tiếp vận đối với của Quân đoàn số 13.

## Quân đoàn số 13 bị bao vây ở Brody
Ở phía Nam, một đợt tấn công quyết liệt của Hồng quân tại nơi tiếp giáp của Tập đoàn quân thiết giáp số 1 và số 4 đã đẩy lùi Cụm tác chiến C với quân số cấp sư đoàn. Phương diện quân Ukraina 1 bắt đầu hướng mũi tiến công của họ lên phía Bắc một chút, và sau một trận oanh kích dữ dội bằng pháo binh và không tập bằng phi cơ, Hồng quân tấn công vào các sư đoàn bộ binh số 349 và số 357 vừa bị suy yếu sau đợt oanh kích. Sư đoàn số 349 nhanh chóng sụp đổ, số binh sĩ sống sót đã tháo chạy tán loạn. Tuy nhiên do hành động kịp thời của Cụm tác chiến C và sư đoàn số 357, Phương diện quân Ukraina 1 chỉ tiến được 3 đến 4 km. Dầu sao, Hồng quân vẫn tiếp tục tiến về hướng Zolochiv và Sasiv, chọc một lỗ thủng vào giữa các quân đoàn số 13 và quân đoàn thiết giáp số 48 của Đức bên cạnh đó.
Pháo binh Đức từ quân đoàn và từ sư đoàn pháo binh số 18 bắt đầu oanh kích ồ ạt khu vực chỗ lồi hẹp này và bắn phá dữ dội tại "hành lang Koltiv". Một đợt phản kích vội vã của Sư đoàn thiết giáp số 1, số 8 và sư đoàn bộ binh cơ giới cận vệ Waffen-SS "Galizien" (Ukraina 1) được tiến hành nhằm chặn đà tấn công của Hồng quân Xô Viết. Sư đoàn SS và sư đoàn thiết giáp số 1 đã chiến đấu khá tốt, tuy nhiên sư đoàn thiết giáp số 8 bị chặn đứng tại khu vực của Quân đoàn số 13 và bị cắt rời khỏi hai sư đoàn còn lại, không thể tham gia cuộc phản kích. Thành quả ban đầu của đợt phản kích có vẻ khả quan, tuy nhiên đợt phản kích của phát xít Đức nhanh chóng bị Hồng quân chặn đứng với sự hỗ trợ tích cực của Không quân Xô Viết: 17.200 quả bom đã được Tập đoàn quân không quân số 2 của Liên Xô rải thảm đầu xe tăng Đức. Và việc sư đoàn thiết giáp số 8 bị loại khỏi vòng chiến ngay từ đầu đã đánh dấu sự thất bại của đợt phản kích này. Viên Tư lệnh của sư đoàn thiết giáp số 8 đã bỏ qua các mệnh lệnh dứt khoát và dự định tìm một con đường tắt cho đơn vị của ông ta. Tuy nhiên, sư đoàn này nhanh chóng bị đánh tơi tả bởi các máy bay cường kích của Không quân Xô Viết (Jabos) và bị hất văng ra khỏi khu vực Zolochiv - Zboriv của tuyến đường bộ Lviv - Ternopil. Mặc dù vậy, mũi tấn công phía Nam của Hồng quân cũng tiến tương đối chậm.
Ngày 16 tháng 7 năm 1944, Konev đã chấp nhận mạo hiểm tung Tập đoàn quân xe tăng cận vệ 3 của Thượng tướng Pavel Rybalko vào mũi tấn công phía Nam. Mạo hiểm là vì Tập đoàn quân này sẽ phải di chuyển xuyên qua hành lang hẹp Koltiv vốn chịu sự bắn phá dữ dội của pháo binh đi kèm với nhiều đợt phản kích của phát xít Đức. Tập đoàn quân xe tăng cận vệ số 3 nhanh chóng điều chỉnh hướng di chuyển về phía Lviv như kế hoạch, rồi không lâu sau đó các mũi tấn công của Hồng quân tiếp tục tiến về phía Tây. Viên Tư lệnh của Quân đoàn số 13 bắt đầu nhận ra rằng Hồng quân đang khép dần vòng vây đối với đơn vị của ông ta và quân Đức bây giờ phải rút lui ngay lập tức để tránh bị bao vây. Quân Đức được lệnh rút về tuyến Prinz-Eugen-Stellung, một vị trí bao gồm các chuỗi phòng tuyến không có quân đồn trú được xây dựng vào tháng 6 năm 1944, chạy dọc theo sông Strypa cách Ternopil 35 cây số về phía Tây. Suốt ngày 17 tháng 7 Hồng quân tấn công mạnh vào tuyến Prinz-Eugen-Stellung và đánh chiếm một phần của khu vực đó. Sư đoàn bộ binh cơ giới cận vệ Waffen-SS số 14 được tung vào khu vực để đoạt lại các vị trí bị chiếm, tuy nhiên sau một số thành công ban đầu mũi phản kích của Đức sa vào một đơn vị tăng hạng nặng IS-2 của Liên Xô và thế là quân Đức bị chặn lại ngay tức khắc. Bất chấp sự cảnh báo và khuyên can của các sĩ quan cấp dưới, Tư lệnh quân đoàn số 13 Tướng Arthur Hauffe không cho quân Đức rút thêm một thước tất nào nữa; việc này đã quyết định số phận bi đát của ba sư đoàn của Quân đoàn số 13 cùng với Cụm tác chiến C tại "cái chảo" Brody.
Ngày 18 tháng 7 năm 1944, một đợt tấn công mới của Phương diện quân Ukraina 1 ở hướng Lviv đã đột phá trận tuyến quân phát xít Đức tại đây. Cuối ngày, hai mũi tấn công của Phương diện quân gặp nhau ở thành phố Busk, Ukraina và hoàn tất việc khép chặt vòng vây. 45 nghìn quân Đức đã rơi vào một "cái chảo" gần Brody và trận tuyến của Cụm Tập đoàn quân Bắc Ukraina bị thủng một lỗ rộng chừng 200 cây số.

## "Cái chảo" Brody bị thanh toán
Tình hình đã trở nên không còn lối thoát cho số quân bị vây ở Brody. Phát xít Đức đã tổ chức một số đợt tấn công giải vây trong tuyệt vọng do các quân đoàn số 48 và số 24 thực thi; tuy nhiên với biên chế thiếu hụt và quân lực mệt nhoài của họ thì tất cả chỉ là muối bỏ biển khi vòng vây của Phương diện quân Ukraina 1 tiếp tục siết chặt. Trước sự tấn công dữ dội của Hồng quân, Harpe buộc phải hạ lệnh cho quân Đức thối lui và bỏ mặc luôn quân đoàn số 13 trong "cái chảo" Brody. Dưới sự yểm hộ của pháo binh và không quân, số quân Đức bị vây đã tổ chức vài cuộc tấn công phá vây, tuy nhiên tất cả đều kết thúc trong thất bại kèm theo những thương vong rất nặng nề. Ngày 22 tháng 7, một đợt tấn công của Hồng quân đã cắt làm đôi khối quân bị vây và đến đêm toàn bộ "cái túi" Brody đã bị thanh toán. Số ít binh sĩ Đức sống sót bị chia cắt thành nhiều nhóm nhỏ cố chạy thoát thân, nhưng chỉ có một phần rất nhỏ làm được việc này: trong số 11 nghìn binh sĩ của sư đoàn SS "Galizien" chỉ có 3.500 người chạy thoát khỏi vòng vây. Phải nói Nguyên soái Konev rất hài lòng với thành quả đạt được: Cụm Tập đoàn quân Bắc Ukraina đã bị đánh dạt về phía Tây; trong đó Tập đoàn quân thiết giáp số 4 tháo lui về sông Wisla còn tập đoàn quân thiết giáp số 1 và Tập đoàn quân Hungary số 1 dạt về khu vực dãy Carpath.
Lviv sau đó được giải phóng vào ngày 26 tháng 7 một cách nhanh chóng và dễ dàng. Lúc này phát xít Đức đã hoàn toàn bị quét sạch khỏi Bắc Ukraina. Trước thành quả này, Bộ Tổng tư lệnh Tối cao Liên Xô ra chỉ thị mới vào ngày 28 tháng 7 yêu cầu Konev tiếp tục tiến quân vượt sông Wisla và giải phóng thành phố Sandomierz ở phía Nam Ba Lan.

## Giải phóng Sandomierz
Đợt tấn công của Hồng quân tiếp tục vào ngày 29 tháng 7; mũi tiến công của Phương diện quân Ukraina 1 nhanh chóng tiến đến bờ sông Wisla và chiếm giữ một bàn đạp quan trọng gần Baranów Sandomierski. Một đợt phản kích mạnh của phát xít Đức gần Sandomierz đã chặn đứng đà mở rộng bàn đạp của Hồng quân và Harpe đã tranh thủ được một thời gian ngắn trong đầu tháng Tám để củng cố lực lượng. Năm sư đoàn - bao gồm một sư đoàn thiết giáp đã được tăng cường cho Cụm Tập đoàn quân Bắc Ukraina và chúng được tung vào trận địa ngay vừa khi được điều đến. Ngay sau đó, năm sư đoàn Đức khác, ba sư đoàn Hungary, sáu lữ đoàn pháo tự hành chống tăng StuG và Tiểu đoàn xe tăng hạng nặng số 501 cũng được tăng cường cho Harpe.
Phát xít Đức đã tổ chức một đợt phản kích lớn với căn cứ xuất phát là các thành phố Mielec và Tarnobrzeg ở bờ Đông sông Wisla nhằm mục đích triệt hạ bàn đạp của Hồng quân. Đòn tấn công đã khiến Hồng quân chịu thiệt hại nặng nề: đến giữa tháng Tám, mũi tấn công của Phương diện quân Ukraina 1 là Quân đoàn xe tăng cận vệ số 6 chỉ còn 67 xe tăng. Tiếp đó người Đức lại mở một đợt phản kích dữ dội với sự tham gia của Tiểu đoàn xe tăng hạng nặng số 501 và sư đoàn thiết giáp số 16 - tổng cộng số xe tăng Đức tham gia trận đánh là 140 chiếc, trong đó có 20 chiếc xe tăng "Con hổ" Tiger II. Mặc dù nắm ưu thế về quân số, quân Đức không tài nào có thể trục Hồng quân khỏi bàn đạp sông Wisla và còn bị Hồng quân bắn hạ 10 chiếc Tiger II. Tới ngày 16 tháng 8, đà phản kích của quân Đức bắt đầu bị nhụt đi còn Hồng quân lại tiếp tục mở rộng chiều sâu của bàn đạp sông Wisla lên tới 120 cây số và giải phóng Sandomierz. Lúc này cả hai phe đã mệt lả và chiến cục dần đi vào ổn định. Chiến dịch Lvov - Sandomierz kết thúc.